# Gordexola
Gordexola és un municipi de Biscaia, a la comarca d'Encartaciones. Es divideix en les quadrilles de Iratzagorria, El Pontón-Urarte, Sandamendi, Zubiete i Zaldu. Limita amb la vall d'Okondo a l'est, al sud-est amb la vall de Llanteno, al sud amb la vila d'Artziniega (Àlaba), al sud-oest i oest amb Valle de Mena (província de Burgos) i al nord amb Zalla i Gueñes.

## Corporació municipal
Eleccions Municipals 2007
| Alcalde  | Iñaki Arechederra Zurimendi | PNV  |                                       |
| Regidora | Arrate del Arco Ojeda       | PNV  |                                       |
| Regidor  | Valen Villanueva Vivanco    | PNV  |                                       |
| Regidor  | Iker Kortajarena Altuna     | PNV  |                                       |
| Regidora | Idoia Villate Urruela       | PNV  |                                       |
| Regidora | Rakel Villanueva Arberas    | PNV  |                                       |
| Regidor  | Enrique Faraig Ironiza      | EB-B |                                       |
| Regidor  | Arturo Carabias Camino      | EA   | Arxivat 2018-04-20 a Wayback Machine. |
| Regidor  | Eduardo Alvarez Ibañez      | PP   |                                       |